# (38095) 1999 JD10
1999 JD10 (asteroide 38095) é um asteroide da cintura principal. Possui uma excentricidade de 0.19844820 e uma inclinação de 7.53770º.
Este asteroide foi descoberto no dia 8 de maio de 1999 por CSS em Catalina.